# Alcides Nogueira
Alcides Nogueira (Botucatu, 1949) è uno sceneggiatore, autore televisivo e drammaturgo brasiliano.

## Biografia
Laureato in Diritto all'Università di San Paolo, era inizialmente intenzionato a intraprendere la carriera diplomatica.
Ha firmato il suo primo lavoro teatrale nel 1977. Dal 1985 realizza anche sceneggiature per la tv. Autore o coautore di fortunate telenovelas e miniserie, è noto soprattutto per La forza del desiderio , scritta con Gilberto Braga, Paola Refinetti e Sérgio Marques, e O Astro, elaborata con Geraldo Carneiro: quest'ultima è anche stata premiata con l'Emmy.